# توني ناثان
توني ناثان (بالإنجليزية: Tony Nathan)‏ هو لاعب كرة قدم أمريكية أمريكي، ولد في 14 ديسمبر 1956 في برمنغهام في الولايات المتحدة.

## وصلات خارجية
- توني ناثان على موقع مرجع كرة القدم المحترفة.كوم (الإنجليزية)
- توني ناثان على موقع قاعة ألاباما للمشاهير الرياضية (مؤرشف) (الإنجليزية)
- توني ناثان على موقع IMDb (الإنجليزية)